# Bockhorn (Oberbayern)
Bockhorn er en kommune midt i Landkreis Erding i Regierungsbezirk Oberbayern i den tyske delstat Bayern.

## Geografi
Bockhorn ligger i Region München ved den østlige ende af Erdinger Moos, 8 km øst for landkreisens administrationsby Erding, 15 km nordvest for Dorfen, 24 km syd for Moosburg an der Isar og cirka 20 km øst for Flughafen München.
Den lille flod Strogen deler kommunen geologisk: Den vestlige del er flad (udkanten af Münchner Schotterebene), det østlige område består af tertiært bakkeland.
Kommunen består bl.a. af disse landsbyer og bebyggelser: Bockhorn, Eschlbach, Grünbach, Matzbach og Salmannskirchen.